# 여자의 깊은 곳에
《여자의 깊은 곳에》(Inner Sanctum)은 미국에서 제작된 프레드 올렌 레이 감독의 1991년 영화이다. 타냐 로버츠 등이 주연으로 출연하였다.

## 출연

### 주연
- 타냐 로버츠
- 마고 헤밍웨이

### 조연
- 조셉 바텀스
- 발레리 와일드먼
- 브렛 박스터 클락
- 수잔 아거
- 제이 리처드슨
- 윌리엄 버틀러
- 테드 뉴솜